# Eurysa brunnea
Eurysa brunnea är en insektsart som beskrevs av Melichar 1896. Eurysa brunnea ingår i släktet Eurysa och familjen sporrstritar. Inga underarter finns listade i Catalogue of Life.